# Andrew Nally
Andrew John Nally (Rochester, 7 giugno 1988) è un pallavolista statunitense.
Gioca nel ruolo di schiacciatore nell'Academy United.

## Carriera
La carriera di Andrew Nally inizia a livello scolastico, con la formazione della McQuaid Jesuit High School. Gioca poi a livello universitario, prendendo parte alla NCAA Division III dal 2007 al 2010 con lo Springfield College, vincendo due volte il titolo di Division III.
Inizia la carriera professionistica nella stagione 2010-11, giocando nella Eredivisie olandese col Tilburg. Nella stagione successiva gioca col Leeds, nella Super Eight inglese, lasciando però il club nel gennaio 2012, per giocare in Francia col Conflans, club di categoria minore. Dopo un'altra stagione nel campionato cadetto francese, spesa però col Nancy, nell'annata 2013-14 gioca nella 1. Bundesliga tedesca col Dürener; esordisce nella nazionale statunitense nel 2014 con cui si aggiudica la medaglia d'argento alla Coppa Panamericana.
Si trasferisce poi nella Polska Liga Siatkówki polacca per il campionato 2014-15, vestendo la maglia del Łuczniczka Bydgoszcz. Dopo due annate di inattività, torna in campo con l'Academy United, impegnata nella NVA 2018

## Palmarès

### Club
- NCAA Division III: 2

2008, 2010

### Nazionale (competizioni minori)
- Coppa Panamericana 2014